# Cangandala-Nationalpark
Der Cangandala-Nationalpark (portugiesisch: Parque Nacional da Cangandala) liegt 25 km südlich der Stadt Malanje im Norden Angolas. Er ist mit einer Fläche von 630 km² der kleinste der neun Nationalparks in Angola. Er wurde gegründet, um die Riesen-Rappenantilope, das Wappentier des Landes, zu schützen.

## Geschichte
Nachdem Ende der 1950er Jahre nahe der Stadt Cangandala eine kleine Population der seltenen Riesen-Rappenantilope entdeckt worden war, wurde das Gebiet zwischen den Flüssen Cuije und Cuque, die einzigen ganzjährigen Wasserläufe der Gegend, am 25. Mai 1963 von der portugiesischen Verwaltung zum Naturschutzgebiet erklärt. Am 26. Dezember 1964 wurde die Fläche erweitert und am 25. Mai 1970 zum Nationalpark erhoben. Seit 2019 gibt es Vorschläge, den Park auf 850 km² zu vergrößern und einzuzäunen.

## Fauna und Flora
Als der Nationalpark gegründet wurde, gab es dort noch zwischen 100 und 150 Riesen-Rappenantilopen. Durch den Bürgerkrieg in Angola wurde der Bestand so stark dezimiert, dass 2005 nur noch eine Herde von neun Weibchen überlebt hatte. Da jedoch keine Männchen mehr übrig geblieben waren, paarten sich die Weibchen mit männlichen Pferdeantilopen. 2009 wurden neun Hybride entdeckt. Daraufhin wurden drei Riesen-Rappenantilopenmännchen aus dem Schutzgebiet Reserva Natural Integral do Luando zur Paarung in den Nationalpark gebracht und die Hybridexemplare sterilisiert. Das Reproduktionsprogramm war erfolgreich, sodass die Herde bis 2017 bereits auf 70 Tiere und bis Mitte 2023 auf 115 Tiere angewachsen ist.
Neben der Riesen-Rappenantilope finden sich nur relativ wenige größere Säugetierarten im Park, dazu gehören Buschbock, Defassa-Wasserbock, Großriedbock, Kronenducker, Pferdeantilope, Rotbüffel, Streifenschakal, Warzenschwein und Wasserkudu. Außerdem beherbergt der Park zahlreiche Vogel-, 27 Reptilien- und 21 Amphibienarten.
Die Vegetation besteht hauptsächlich aus Miombo, der durch Savanne unterbrochen wird. Der Baumbestand erreicht eine Höhe von über 20 m. Entlang der Flüsse findet sich immergrüner Galeriewald.

## Gefahren
Die illegale Jagd mit Feuerwaffen wie der AK-47, das Eindringen der Bevölkerung mit Weidetieren und die illegale Abholzung stellen die größte Bedrohung für die verschiedenen Tierarten dar. Zur Überwachung steht nur ein 4x4-Fahrzeug zur Verfügung, das bei Reparaturen nach Luanda gebracht werden muss, obwohl es Reparaturwerkstätten in der Nähe gibt. Ein weiteres Problem stellen die unsichere finanzielle Haushaltslage und Disziplinlosigkeit der Beamten dar.

## Quelle
- PLANO DE GESTÃO DO PARQUE NACIONAL DA CANGANDALA (PDF; 3,8 MB) (portugiesisch)